# 88-as főút
88-as főút (ungarisch für ‚Hauptstraße 88‘) ist eine ungarische Hauptstraße. Sie zweigt bei Sárvár von der 84-es főút ab und führt zur Autópálya M86 bei Vát.
Die Gesamtlänge der Straße beträgt rund 12 Kilometer.